# HMS Vega (1910)
HMS Vega var en 1:a klass torpedbåt i svenska flottan som sjösattes 1910. Längden var 39 meter och Kolvångmaskinen kunde få upp farten till 25 knop. Hon ligger på botten i Märsgarnsviken.